# Christian de Bartillat
Christian de Bartillat est un écrivain et éditeur français né le 25 février 1930 à Saligny-sur-Roudon (Allier) et mort le 21 avril 2012 à Paris 13e,.

## Biographie
Christian Marie Jean Jehannot d'Huriel de Bartillat est le fils de Gérard de Bartillat, agriculteur, et de Berthe Firino-Martell.

### Carrière
Diplômé de l'Institut d'études politiques de Paris (1952), il est devenu éditeur, essayiste et écrivain. Il fut président-directeur général des Éditions Stock. Il a fondé les éditions Christian de Bartillat, puis les Presses du Village à Étrépilly qu'il dirige jusqu'en décembre 2010.
Il a par ailleurs été maire d'Étrépilly.

## Distinctions
- Chevalier de la Légion d'honneur
- Officier de l'ordre des Arts et des Lettres

## Publications
- Un champ de bataille et de blé. La région nord de Meaux (Multien, Goële, Petite-France), Paris, C. de Bartillat, 1974.
- Christophe ou la traversée, roman, Paris, Julliard, 1979.
- La Culture aux ailes de brique. Variation sur un thème mésopotamien, Paris, Albin-Michel, 1979.

- Prix Broquette-Gonin (littérature) 1980 de l’Académie française
- (en collaboration avec Jean-Émile Charon), Le Monde éternel des éons, Paris, Stock, 1980.
- (avec Alain de Gourcuff et Marc Prigent), Stock, 1708-1981. Trois siècles d'invention, Paris, C. de Bartillat, 1981.
- Les Flammes de la Saint-Jean, roman, Paris, Albin-Michel, 1982.
- Au village de Brie et du Gâtinais. Vies quotidiennes en Brie et Gâtinais, 1815-1914, Étrépilly, Presses du Village, 1984.
- Clara Malraux. Le regard d'une femme sur son siècle, Paris, Perrin, 1985.

- Prix Bordin 1987 de l’Académie française
- Terroirs de France, Étrépilly, Christian de Bartillat-Presses du Village, 1986
- Histoire de la noblesse française : de 1789 à nos jours, Paris, Albin-Michel, 1988-
- Henry Miller, Flash-back : entretiens à Pacific Palisades avec Christian de Bartillat, Étrépilly, C. de Bartillat, 1990.
- En pays de Meaux. Promenade avec les peintres, Le Mée-sur-Seine, Amatteis, 1992.
- La Marne. Bataille du Multien : une tragédie en cinq jours, [du] 5 au 10 septembre 1914, Étrépilly, Presses du Village, 1994.
- Voyages en Seine-et-Marne. Guide historique et anecdotique, Étrépilly, Presses du Village, 1994.
- Le livre du sourire. Sourire des dieux, sourire des hommes, Paris, éditions du Rocher, 1995.
- Pays d'Ourcq. Entre Multien et Orxois, Étrépilly, Presses du Village, 1997.
- (Avec Alain Roba) Métamorphoses d'Europe. Trente siècles d'iconographie, Turin, Bartillat, 2000.
- Deux amis. Beckett et Hayden, Étrépilly, Presses du Village, 2000.
- Histoire des écrivains de Seine-et-Marne, (suivi de Les flammes de la Saint-Jean), Étrépilly, Presses du Village, 2001
- Deauville et la Côte de Ciel. Les aventures de Christophe, Étrépilly, Presses du Village, 2005
- Madame d'Outre-France, roman, Paris, Albin-Michel, 2005.
- Vercors. L'homme du siècle à travers son œuvre, 1902-1991, Étrépilly, Presses du Village, 2008.
- À la recherche du divin. L'imaginaire et l'Occident, (dessins et pastels de Denis Vincent), Étrépilly, Presses du Village, 2009.

## Dans les médias
Christian de Bartillat avait été l'invité de l'émission « Les Contes de la Mémoire » de Jacques Santamaria (FR3 Auvergne Radio - mai 1979) (INA Lyon). Il avait également participé à l'émission Radioscopie de Jacques Chancel le 10 novembre 1976.